# Chuyến bay 210 của LAN Chile
Chuyến bay 210 của LAN Chile bị rơi ở vùng Andes ngày 3 tháng 4 năm 1961. Tất cả 24 người trên máy bay thiệt mạng, trong đó có 8 cầu thủ bóng đá danh tiếng và 2 thành viên trong ban huấn luyện từ CD Green Cross. Đó là thảm họa hàng không chưa từng thấy tồi tệ nhất ở Chile vào thời điểm đó.

## Máy bay
Chiếc phi cơ lâm nạn của hãng LAN, loại Douglas DC-3.

## Tai nạn
Chiếc phi cơ chở theo 34 người khi bị rớt và mất tích ngày 3 Tháng Tư năm 1961, với tất cả mọi người đều bị coi là thiệt mạng. Trong số này có tám cầu thủ của đội bóng đá Green Cross, huấn luyện viên Arnaldo Vasquez, cùng các giới chức trong đội và bạn bè, đang trên đường trở về Santiago sau trận đấu tại Osorno.

## Mất tích
Chiếc phi cơ bị coi là mất tích từ đó, nhưng câu chuyện kể sau đó là có một phi công khác của công ty LAN nhìn thấy những mảnh vụn mà ông ta nghĩ là phi cơ chở đoàn cầu thủ này, ở một địa điểm khác gần thành phố Linares.
Vào tháng 2 năm 2015, một toán người leo lên rặng núi Andes nằm trong lãnh thổ Chile tìm thấy xác phi cơ mất tích sau hơn nửa thế kỷ. Hình ảnh của xác chiếc phi cơ lâm nạn được chiếu trên truyền hình Chile hôm Chủ Nhật ngày 8 Tháng Hai năm 2015, do nhóm người leo núi cung cấp, nói rằng họ tìm thấy chiếc phi cơ ở Maule, nằm cách thủ đô Santiago chừng 300 km về phía Nam.
Theo lời một người leo núi, ông Leonardo Albornoz:
Chiếc phi cơ nằm ở độ cao khoảng hơn 3,200 m trên núi. Nhiều phần của thân phi cơ vẫn còn nguyên vẹn, nhiều món vương vãi trên mặt đất, kể cả xương người. Do đó câu chuyện về chiếc phi cơ lâm nạn sẽ được viết lại vì không giống như những gì loan báo lúc đầu.
Toán leo núi này từ chối không cho giới truyền thông Chile biết chính xác địa điểm có xác phi cơ, nói rằng họ sợ là nơi này sẽ bị người tò mò kéo tới xâm phạm dù rằng ở khu vực hoang vắng.